# 1976年夏季奥林匹克运动会科威特代表团
1976年夏季奥林匹克运动会科威特代表团是科威特派出的1976年夏季奥林匹克运动会代表团。